# Atletiek op de Middellandse Zeespelen 1951
Atletiek is een van de sporten die beoefend werden tijdens de Middellandse Zeespelen 1951 in Alexandrië, Egypte. De atletiekwedstrijden werden beslecht in het stadium van Alexandrië. Er waren 22 onderdelen, alle voor mannen.

## Uitslagen

#### Looponderdelen
| Event               | Goud                  | Goud    | Zilver               | Zilver  | Brons              | Brons     |
| ------------------- | --------------------- | ------- | -------------------- | ------- | ------------------ | --------- |
| 100 m               | Stefanos Petrakis     | 10,9    | Mauro Frizzoni       | 11,2    | Wolfango Montanari | 11,2      |
| 200 m               | Antonio Siddi         | 22,0    | Jacques Degats       | 22,1    | Wolfango Montanari | 22,1      |
| 400 m               | Jacques Degats        | 47,8    | Antonio Siddi        | 47,9    | Zvondo Sabolovic   | 48,6      |
| 800 m               | Patrick El Mabrouk    | 1.50,9  | Michel Clare         | 1.54,2  | Ekrem Kocak        | 1.54,7    |
| 1500 m              | Patrick El Mabrouk    | 3.55,8  | Cahit Onel           | 3.56,9  | Zdravko Ceraj      | 4.01,5    |
| 5000 m              | Alain Mimoun          | 14.38,3 | Zdravko Ceraj        | 15.05,2 | Stevan Pavlovic    | 15.05,5   |
| 10.000 m            | Alain Mimoun          | 31.07,9 | Franjo Mihalic       | 31.42,8 | Mustafa Ozcan      | 34.27,5   |
| Marathon            | Ahmet Aytar           | 3:07.25 | Athanassios Ragazos  | 3:21.31 | Mohamed Omran      | 3:24.24   |
| 110 m horden        | Jean-François Brisson | 15,5    | Ioannis Kambadellis  | 15,8    | Mustafa Batmas     | 15,8      |
| 400 m horden        | Armando Filiput       | 53,8    | Dogan Acarbay        | 55,1    | Igor Zupancic      | 55,4      |
| 3000 m steeple      | Bozidar Djuraskovic   | 9.38,5  | Petar Segedin        | 9.39,2  | Mustafa Ozcan      | 9.44,9    |
| 10 km snelwandelen  | Pino Dordoni          | 51.39,6 | Athanasios Aposporis | 54.28,0 | Wahib Saleh        | 1:04.20,9 |
| 4 x 100 m estafette | Italië                | 42,4    | Griekenland          | 43,5    | Joegoslavië        | 43,9      |
| 4 x 400 m estafette | Frankrijk             | 3.19,5  | Joegoslavië          | 3.23,4  | Turkije            | 3.25,9    |

#### Veldonderdelen
| Event                | Goud                   | Goud     | Zilver             | Zilver   | Brons                | Brons    |
| -------------------- | ---------------------- | -------- | ------------------ | -------- | -------------------- | -------- |
| Hoogspringen         | Georges Damitio        | 2,00 m   | Papagallo Thiam    | 1,90 m   | Mihajlo Dimitrijevic | 1,80 m   |
| Verspringen          | Boris Brnad            | 7,28 m   | Dimitrios Kipouros | 6,96 m   | Avni Akgun           | 6,85 m   |
| Polsstokhoogspringen | Victor Sillon          | 4,00 m   | Rigas Efstathiadis | 4,00 m   | Théodoros Balafas    | 3,90 m   |
| Hink-stap-springen   | Avni Akgun             | 14,15 m  | Sillon Victor      | 14,13 m  | Fawzi A M Chaaban    | 14,09 m  |
| Kogelstoten          | Konstantinos Yataganas | 15,03 m  | Angelo Profeti     | 15,02 m  | Nuri Turan           | 14,71 m  |
| Hamerslingeren       | Teseo Taddia           | 52,33 m  | Ivan Gubijan       | 51,20 m  | Rudolf Galin         | 50,43 m  |
| Speerwerpen          | Branko Dangubic        | 65,82 m  | Halil Ziraman      | 63,62 m  | Vassilios Kallimatis | 59,57 m  |
| Tienkamp             | Fotios Kosmas          | 5135 ptn | Lorenzo Vecchiutti | 5001 ptn | Rachad Khadr         | 4798 ptn |

## Medaillespiegel
| Plaats | Land        | Goud | Zilver | Brons | Totaal |
| 1      | Frankrijk   | 9    | 4      | 0     | 13     |
| 2      | Italië      | 5    | 4      | 2     | 11     |
| 3      | Griekenland | 3    | 6      | 2     | 11     |
| 4      | Joegoslavië | 3    | 5      | 7     | 15     |
| 5      | Turkije     | 2    | 3      | 7     | 12     |
| 6      | Egypte      | 0    | 0      | 4     | 4      |
| Totaal | Totaal      | 22   | 22     | 22    | 66     |

1951 · 1955 · 1959 · 1963 · 1967 · 1971 · 1975 · 1979 · 1983 · 1987 · 1991 · 1993 · 1997 · 2001 · 2005 · 2009 · 2013 · 2018 · 2022
Atletiek · Basketbal · Boksen · Gewichtheffen · Gymnastiek · Roeien · Schermen · Schietsport · Voetbal · Worstelen · Zwemmen